# О всех созданиях — больших и малых (сериал, 2020)
«О всех созданиях — больших и малых» (англ. All Creatures Great and Small) — телесериал 2020 года, основанный на одноимённых книгах о ветеринаре из Йоркшира, написанных Альфом Уайтом под псевдонимом Джеймс Хэрриот. Первый сезон из шести эпизодов и специального рождественского эпизода, был снят к 50-летию публикации первой книги из серии о Джеймсе Херриоте. Премьера сериала состоялась в Великобритании на 5 канале 1 сентября 2020 года.
Премьера второго сезона состоялась 16 сентября 2021 года на 5 канале.

## Сюжет
Сюжет сериала вращается вокруг трёх ветеринаров, работающих в Йоркшир-Дейлс. Зигфрид Фэрнон (описанный как «эксцентричный») нанимает Джеймса Хэрриота в свою ветеринарную практику в Скелдейл-Хаус. Помимо Зигфрида и Джеймса, в сериале появляется младший брат Зигфрида, Тристан, и миссис Холл, экономка в доме Скелдейл.

## В ролях
- Николас Ральф — Джеймс Херриот, ветеринар[3]
- Сэмюэл Уэст — Зигфрид Фарнон, ветеринарный хирург и владелец Скелдейл-Хаус
- Анна Маделей — миссис Холл, экономка в Скелдейл-Хаус
- Каллум Вудхаус — Тристан Фарнон, младший брат Зигфрида
- Рэйчел Шентон — Хелен Олдерсон, дочь фермера[4]
- Патриция Ходж — миссис Памфри
- Мэтью Льюис — Хью Халтон, богатый землевладелец[5]
- Найджел Хэверс — генерал Рэнсом, управляющий местного ипподрома[6]

## Производство
Съёмки прошли в национальном парке Йоркшир-Дейлс.
Первый сезон из 6 эпизодов и рождественский специальный выпуск были сняты в 2019 году, а также в начале 2020 года. Сериал был продлён на второй сезон.

### Работа с животными
Для роли ветеринара Ральфу потребовалось обучение ветеринарным навыкам. Однако в некоторых сценах использовались протезы животных: «задняя часть коровы, полностью функциональная и всё такое». В одном из эпизодов было показано рождение телёнка, которое снималось отдельно и «затем было органично вплетено в кадры с главными актерами». Ральф признает, что «в 90 процентах сцен с животными животных на самом деле не было. Это были просто ловко подобранные и протезы и очень хорошо обученные, счастливые животные, когда мы их видели».
Некоторые работы Ральфа включали в себя взаимодействие с живыми животными, например, бык в одном эпизоде и лошадь, лягающаяся и брыкающаяся в другом эпизоде. «Сразу после съёмок с нашим консультантом Энди Барреттом мы близко и лично общались с лошадьми, овцами, изучая процедуры и вещи, которые мы будем делать», — сказал Ральф. «Учились подходить к животным и всё такое. Использовать стетоскоп на сердце коровы, потом на легких, потом на желудке…». «Я хотел бы выразить своё уважение… Энди Барретту и другим животноводам, которые работали на шоу», — сказал Ральф одному из интервьюеров.
В интервью после съёмок третьего эпизода Ральф сказал, что у съёмочной группы возникли проблемы с получением сотрудничества от кошек: одна удрала с площадки, когда он пытался её осмотреть. «Их невозможно дрессировать!», — сказал актер. Он уже был уверен в себе и комфортно работал с крупными животными, но рассказал об инциденте, когда корова вышла из-под контроля после съёмок сцены. «Дрессировщики держались за неё и должны были как бы скатиться с дороги, так как корова практически скакала, так что ему пришлось удариться о палубу, и он очень профессионально скатился с дороги». Ральф с облегчением отметил, что не был рядом с животным, когда это произошло.

## Прием критиков
Первую серию посмотрели 3,3 миллиона зрителей, а доля аудитории составила 20,4 %, что сделало шоу самым популярным с февраля 2016 года.
Шоу получило признание критиков. Metacritic, использующий средневзвешенное значение, присвоил ему 83 балла из 100 на основе 6 отзывов, что указывает на «всеобщее признание». Майкл Хоган из Daily Telegraph дал шоу четыре из пяти звезд и прокомментировал: «Повторное посещение мира сериала, было похоже на встречу со старыми друзьями».
Издание Variety высоко оценило первый сезон. Критик Кэролайн Фрамке пишет, что «Сериал отличается от прошлых экранизаций большим бюджетом и искренней теплотой в повествовании».
Мэри Макнамара из Los Angeles Times была не столь восторженна, оспаривая очевидное мнение о том, что сериал является необходимым убежищем в условиях пандемии, и называя его «разочарованием», поскольку он слишком сильно отклонился от исходного материала. Тем не менее, в заключении она пишет: «Я была явно более счастлива от того, что я считала очень несовершенной экранизацией „О всех созданиях — больших и малых“, чем от многих других телешоу, с которыми я знакома… Я обнаружила всю радость, утешение и мягкую, но эффективную драму, которые были обещаны ранее».